# Patient

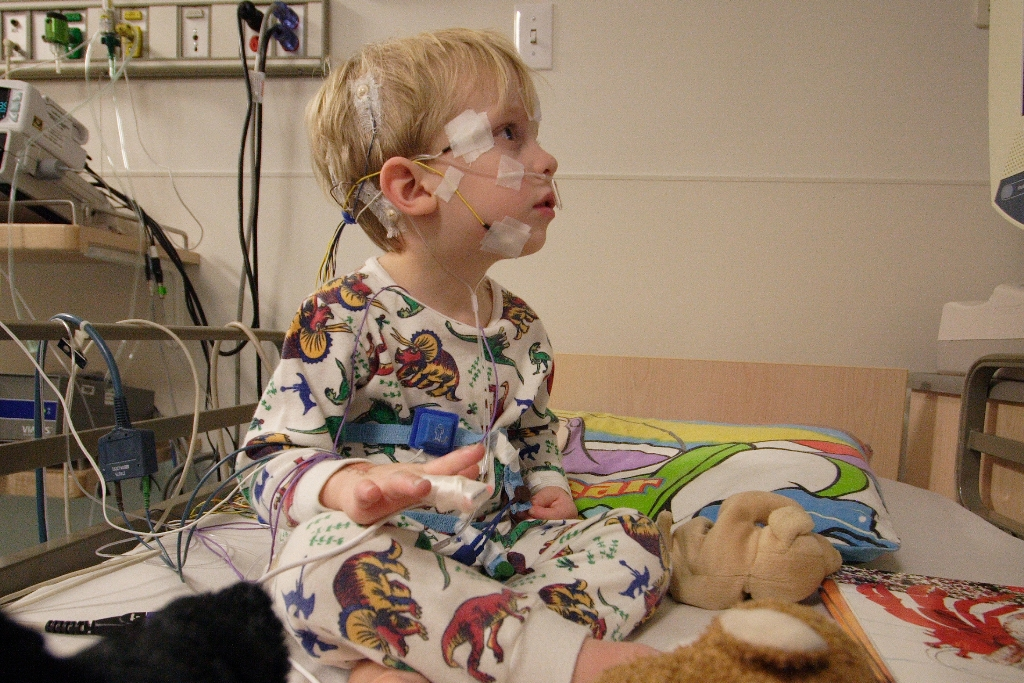
En ung patient.

En patient är en person som är i kontakt med sjukvården för att erhålla en diagnos för sina besvär eller behandling för någon sjukdom. Ordet kommer från latinets pati, som betyder "lida" eller "tåla". Jämför även engelskans 'patient' (tålmodig).